# 리사 블런트

리사 블런트(Lisa Blount, 1957년 7월 1일 ~ 2010년 10월 25일)는 미국의 영화 프로듀서, 텔레비전 배우, 영화배우, 배우이다.
페이엣빌에서 태어났으며 리틀록에서 사망하였다. 사인은 심혈관계 질환이다.

## 영화
- 랜디 앤 더 맙 (2006년)
- 크리스탈 (2004년) - 크리스탈 역
- 달빛 상자 (1996년)
- 프로피트 (1996년)
- 브라인드에 비친 살인 (1994년)
- 애증의 심판 (1994년)
- 너무도 매력적인 여자 (1991년)
- 아웃 콜드 (1989년)
- 열정의 록큰롤! (1989년)
- 마검의 심판자 (1989년)
- 죽음의 우주 정거장 (1987년)
- 프린스 오브 다크니스 (1987년)
- 기계 인간 (1986년)
- 레이디오액티브 드림스 (1985년) - 마일즈 역
- 인페르노 인 디렛타 (1985년)
- 사관과 신사 (1982년) - 라이넷 포머로이 역
- 죽음과 매장 (1981년)
- 1955년 9월 30일 (1977년)
- 샘스 송 (1969년)